# Aisha Dee
Aisha Dee (nascida em 13 de setembro de 1993) é uma atriz e cantora australiana. Ela é conhecida por seu papel como Desi Biggins em The Saddle Club. Dee mais tarde estrelou como Mackenzie Miller na Fox sitcom, eu Odeio a Minha Filha Adolescente. Ela também co-estrelou em Chasing Life. Ela tem a sua própria banda chamada Dee Dee & the Beagles. Dee vem de uma família bi-racial.

## Filmografia
| Ano  | Título    | Função | Notas          |
| ---- | --------- | ------ | -------------- |
| 2015 | TheCavKid | Maura  | Curta-metragem |

| Ano           | Título                           | Função                    | Notas                                                                                   |
| ------------- | -------------------------------- | ------------------------- | --------------------------------------------------------------------------------------- |
| 2008-2009     | The Saddle Club                  | Desiree "Desi" Biggins    | Papel recorrente; 24 episódios                                                          |
| 2009          | Skyrunners                       | Katherine "Katie" Wallace | Filme para a televisão                                                                  |
| 2010          | Dead Gprgeous                    | Christine                 | Papel principal; 13 episódios                                                           |
| 2011-2013     | Eu Odeio Minha Filha Adolescente | Mackenzie                 | Papel recorrente; 13 episódios                                                          |
| 2011          | Terra Nova                       | Tasha                     | Convidada; 2 episódios                                                                  |
| 2014-2015     | Chasing Life                     | Elizabeth "Beth" Kingston | Papel principal; 34 episódios                                                           |
| 2015          | Baby Daddy                       | Olivia                    | Episódio: "castelo de Cartas"                                                           |
| 2015          | Comedy Bang! Bang!               | Amiga                     | Episódio: "Thomas Middleditch Wears an Enigmatic Sweatshirt and Sweatpants and Pockets" |
| 2016-2017     | Sweet/Vicious                    | Kennedy                   | Papel principal; 10 episódios                                                           |
| 2017          | Canal Do Zero: The No-End House  | Jules                     | Papel principal; 6 episódios                                                            |
| 2017-presente | The Bold Type                    | Kat Edison                | Papel principal; 10 episódios                                                           |

## Prêmios e indicações
| Ano  | Prêmio             | Categoria            | Trabalho      | Resultado |
| ---- | ------------------ | -------------------- | ------------- | --------- |
| 2017 | Teen Choice Awards | Atriz de TV do Verão | The Bold Type | Indicado  |

## Discografia

### The Saddle Club - Disco
Aisha Dee gravou alguns CDs para "O Saddle Club".
- Best Friendds (2009)
- Grand Galop – Meilleures Amies (2009) – Lançado apenas na França.

Singles
- "These Girls" (2009)

### Dee Dee e o Beagles
- Dee Dee & the Beagles EP (2015)